# Aliaksei Protas
Aliaksei Protas (Vítebsk, Bielorrusia, 6 de enero de 2001) es un jugador profesional bielorruso de hockey sobre hielo que se desempeña en la posición de centro en Washington Capitals, equipo de la National Hockey League (NHL).

## Carrera
Fue seleccionado en la tercera ronda en la NHL Entry Draft de 2019. En 2021 hizo su debut profesional con el equipo Washington Capitals, donde lleva jugando tres temporadas.